# Диртутьбарий
Диртутьбарий — бинарное неорганическое соединение
бария и ртути
с формулой BaHg2,
кристаллы.

## Получение
- Сплавление стехиометрических количеств чистых веществ:

{\displaystyle {\mathsf {Ba+2Hg\ {\xrightarrow {726^{o}C}}\ BaHg_{2}}}}

## Физические свойства
Диртутьбарий образует кристаллы
ромбической сингонии,
пространственная группа I mma,
параметры ячейки a = 0,5144 нм, b = 0,8072 нм, c = 0,8717 нм, Z = 4,
структура типа димедьцерия CeCu2
.
Соединение конгруэнтно плавится при температуре 726 °C .